# Grand Prix automobile du Japon
Le Grand Prix du Japon est une course automobile qui compte pour le championnat du monde de Formule 1 depuis 1976. Le Grand Prix a lieu à Suzuka depuis 1987. En 2007 et 2008, il retourne sur le nouveau circuit de Fuji, le Fuji Speedway, comme en 1976 et 1977, pour revenir en 2009 à Suzuka. Disputé en continu jusqu'en 2019, il connait deux annulations successives en 2020 et 2021 dans le contexte de la Pandémie de Covid-19. Début 2024, la Formule 1 annonce la reconduction du contrat avec Suzuka et le Grand Prix du Japon jusqu'en 2029.

## Historique
En 1976, le Grand Prix du Japon fait son apparition au calendrier du championnat du monde, sur le rapide circuit du Mont Fuji. Dernière épreuve de la saison, il accueille l'épilogue du duel entre Niki Lauda et James Hunt. En raison des trombes d'eau qui s'abattent sur la piste au départ, Lauda, renonce dès la fin du premier tour et laisse le champ libre à son rival anglais. Victime d'une crevaison en fin de course, ce dernier est contraint à une folle remontée et arrache le podium synonyme de titre mondial dans la plus grande confusion, au point que, croyant avoir tout perdu, il est proche d'en venir aux mains avec son directeur sportif Teddy Mayer. Symbole de la confusion régnant durant la course, le meilleur tour est attribué au débutant local Masahiro Hasemi (sur Kojima) alors que selon certaines sources,  Jacques Laffite s'était montré le plus rapide.
La Formule 1 revient à Fuji en 1977 ; la course est marquée par l'accrochage entre Gilles Villeneuve et Ronnie Peterson. En retombant derrière les barrières de sécurité, la Ferrari du Canadien tue deux personnes situées dans une zone interdite au public.

### Suzuka

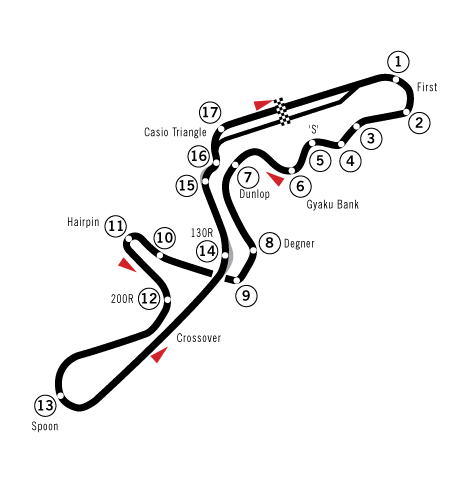
Tracé du circuit de Suzuka

Le Grand Prix du Japon fait sa réapparition dix ans plus tard, en 1987 avec la domination du motoriste Honda depuis 1985. C'est d'ailleurs sur le tracé de Suzuka, propriété de Honda, que le GP est organisé. Placé en fin de championnat (avant-dernière ou dernière épreuve), le GP du Japon va régulièrement jouer un rôle décisif pour l'attribution du titre mondial.
- GP du Japon 1987 : Victime d'une violente sortie de piste aux essais, Nigel Mansell se fracture plusieurs vertèbres, perdant ainsi toute chance de rattraper son coéquipier Nelson Piquet au championnat. Le Brésilien est ainsi sacré champion du monde.
- GP du Japon 1988 : Malgré un départ complètement raté, Ayrton Senna parvient à remonter puis à doubler son coéquipier Alain Prost. Il décroche ainsi une victoire synonyme de titre mondial.
- GP du Japon 1989 : A quelques tours de l'arrivée, Senna place une attaque lointaine sur Alain Prost à la chicane. Prost ferme la porte, provoquant l'accrochage entre les deux pilotes McLaren-Honda. Senna parvient à repartir et à remporter la course, mais il est disqualifié peu après l'arrivée pour avoir court-circuité la chicane. Prost est sacré champion du monde.
- GP du Japon 1990 : Parti de la pole position (situé sur le côté sale de la piste), Senna se fait surprendre au départ par Prost, désormais chez Ferrari. Mais à l'abord du premier virage, le Brésilien percute volontairement le Français, entrainant l'abandon des deux pilotes, et s'assure ainsi son deuxième titre mondial. La course est également marquée par la troisième place du local Aguri Suzuki qui devient ainsi le premier pilote japonais à monter sur un podium de Formule 1.
- GP du Japon 1991 : Le duel pour le titre oppose cette fois Senna à Mansell. En partant à la faute, Mansell permet à Senna de décrocher son troisième titre mondial.
- GP du Japon 1993. Sans enjeu la course est marquée par l'étonnante passe d'armes entre Senna (facile leader de la course sur une piste humide) et le débutant Eddie Irvine, pourtant relégué à un tour. L'explication se poursuivra après la course de manière "virile" et vaudra aux deux hommes d'être suspendu avec sursis par le pouvoir sportif.
- GP du Japon 1994 : Sous le déluge, Damon Hill livre une résistance inattendue à Michael Schumacher, et se replace dans la lutte pour le titre mondial avant d'aborder l'ultime épreuve du championnat en Australie.
- GP du Japon 1996. Pour la première fois depuis 1977, le GP est en position de clôture du championnat. Facile vainqueur, Damon Hill y est sacré champion du monde, tandis que son rival Jacques Villeneuve est contraint à l'abandon à la suite de la perte d'une roue.
- GP du Japon 1997 : Exclu du GP à l'issue des qualifications pour avoir ignoré un drapeau jaune (il était déjà sous le coup d'une sanction avec sursis), Jacques Villeneuve parvient à s'aligner au départ de la course après avoir fait appel. Il se livre à une partie de poker menteur avec les pilotes Ferrari dont il sort perdant, la victoire revenant à Michael Schumacher devant Heinz-Harald Frentzen et son coéquipier Eddie Irvine. Villeneuve sera finalement déclassé, et abordera avec un point de retard sur Schumacher la dernière course de la saison à Jerez.
- GP du Japon 1998 : Comme en 1996, le GP clôt le championnat. Après avoir calé au départ, Schumacher est victime en course d'une crevaison. Facile vainqueur, Mika Häkkinen décroche son premier titre mondial.
- GP du Japon 1999. Opposé cette fois à Eddie Irvine dans un GP à nouveau décisif pour le titre mondial, Mika Häkkinen décroche une nouvelle victoire et son second titre de champion.
- GP du Japon 2000 : Victorieux, Schumacher s'assure avant même la fin du championnat de son troisième titre de champion du monde, Häkkinen ne pouvant plus espérer le rejoindre. Il devient le premier pilote depuis Jody Scheckter à être sacré au volant d'une Ferrari.
- GP du Japon 2003 : Auteur d'une course agitée dans le cœur du peloton, Michael Schumacher décroche néanmoins son sixième titre mondial en terminant 8e, au détriment de son rival finlandais Kimi Räikkönen, 2e.
- GP du Japon 2005 : Dans une épreuve sans enjeu pour le titre des pilotes mais importante pour celui des constructeurs, Kimi Räikkönen s'impose en dépassant Giancarlo Fisichella à l'entame du dernier tour, après s'être élancé du fond de grille.
- GP du Japon 2006 : Avant-dernière manche du championnat, l'épreuve est dominée par le leader du championnat du monde Michael Schumacher, jusqu'à la défaillance du moteur de sa Ferrari. La victoire revient à l'Espagnol Fernando Alonso qui effectue du même coup un grand pas vers son deuxième titre mondial.
- GP du Japon 2011 : Au cours de ce Grand Prix, Sebastian Vettel peut décrocher son deuxième titre mondial s'il inscrit au moins un point. En terminant troisième d'une épreuve remportée par Jenson Button, il devient le plus jeune double champion du monde de l'histoire de la Formule 1.
- GP du Japon 2014 : Cette course disputé sous une pluie battante, est marquée par le très grave accident de Jules Bianchi, au quarante-deuxième tour, après avoir percuté une dépanneuse qui intervenait en piste pour retirer la Sauber C33 du pilote Adrian Sutil. Un drapeau rouge signera l'arrêt de la course. Après neuf mois de coma, le pilote français décède, des suites de ses blessures.
- GP du Japon 2019 : Valtteri Bottas (vainqueur) et Lewis Hamilton (troisième) permettent à l'écurie Mercedes de décrocher son sixième titre mondial des constructeurs d'affilée, égalant le record de la Scuderia Ferrari.
- GP du Japon 2022 : Max Verstappen remporte son second titre de champion du monde de Formule 1 avec l'écurie Red Bull Racing.

### Retour temporaire à Fuji

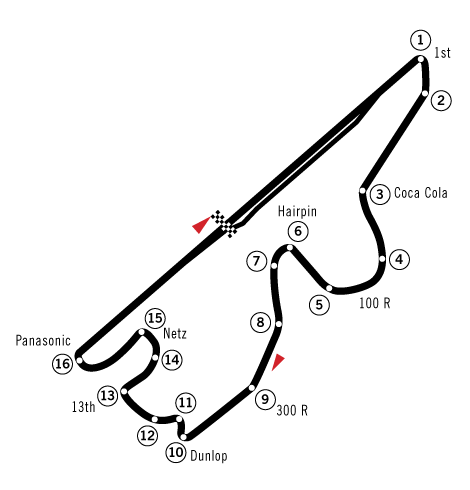
Tracé du Fuji Speedway où se déroulèrent les Grands Prix 1976, 1977, 2007 et 2008.

Grâce au lobbying de Toyota, propriétaire du circuit, la Formule 1 fait son retour en 2007 sur le Fuji Speedway, tracé modernisé par l'architecte allemand Hermann Tilke. Comme en 1976, la course est marquée par des conditions climatiques détestables mêlant pluie et brouillard. Le Grand Prix n'est réellement lancé qu'à l'issue de 19 tours passés au ralenti derrière la safety-car et donne lieu à de multiples incidents. La victoire de Lewis Hamilton, combinée à la sortie de route de son coéquipier Fernando Alonso, lui permet de prendre ce que l'on pense être une option quasi-définitive sur le titre mondial. L'année suivante, la course se déroule sur le sec et voit la victoire de Fernando Alonso, revenu chez Renault. Après un retour prévu à Suzuka en 2009 selon le principe de l'alternance entre les deux circuits, Toyota décide de ne plus soutenir l'organisation du GP du Japon à Fuji en 2010 pour raisons économiques, marquant un retour définitif à Suzuka pour les prochaines années.

## Record de la piste
- Max Verstappen : 1 min 26 s 983 (2025,Oracle Red Bull Racing-Honda)

## Palmarès

### Vainqueurs par année
- Courses qui ne faisaient pas partie du championnat du monde de Formule 1.

| Année       | Vainqueur                                  | Écurie                                     | Circuit                                    | Résultats                                  |
| 1963        | Peter Warr                                 | Lotus-Cosworth                             | Suzuka                                     | Résultats                                  |
| 1964        | Michael Knight                             | Brabham                                    | Suzuka                                     | Résultats                                  |
| 1965        | Non couru                                  | Non couru                                  | Non couru                                  | Non couru                                  |
| 1966        | Yoshikazu Sunako                           | Prince                                     | Fuji                                       | Résultats                                  |
| 1967        | Tetsu Ikuzawa                              | Porsche                                    | Fuji                                       | Résultats                                  |
| 1968        | Moto Kitano                                | Nissan                                     | Fuji                                       | Résultats                                  |
| 1969        | Motoharu Kurosawa                          | Nissan                                     | Fuji                                       | Résultats                                  |
| 1970        | Non couru                                  | Non couru                                  | Non couru                                  | Non couru                                  |
| 1971        | Kuniomi Nagamatsu                          | Mitsubishi                                 | Fuji                                       | Résultats                                  |
| 1972        | John Surtees                               | Surtees                                    | Fuji                                       | Résultats                                  |
| 1973        | Motoharu Kurosawa                          | March                                      | Fuji                                       | Résultats                                  |
| 1974        | Non couru                                  | Non couru                                  | Non couru                                  | Non couru                                  |
| 1975        | Masahiro Hasemi                            | March                                      | Fuji                                       | Résultats                                  |
| 1976        | Mario Andretti                             | Lotus-Ford                                 | Fuji                                       | Résultats                                  |
| 1977        | James Hunt                                 | McLaren-Ford                               | Fuji                                       | Résultats                                  |
| 1978-1986   | Non couru                                  | Non couru                                  | Non couru                                  | Non couru                                  |
| 1987        | Gerhard Berger                             | Ferrari                                    | Suzuka                                     | Résultats                                  |
| 1988        | Ayrton Senna                               | McLaren-Honda                              | Suzuka                                     | Résultats                                  |
| 1989        | Alessandro Nannini                         | Benetton-Ford                              | Suzuka                                     | Résultats                                  |
| 1990        | Nelson Piquet                              | Benetton-Ford                              | Suzuka                                     | Résultats                                  |
| 1991        | Gerhard Berger                             | McLaren-Honda                              | Suzuka                                     | Résultats                                  |
| 1992        | Riccardo Patrese                           | Williams-Renault                           | Suzuka                                     | Résultats                                  |
| 1993        | Ayrton Senna                               | McLaren-Ford                               | Suzuka                                     | Résultats                                  |
| 1994        | Damon Hill                                 | Williams-Renault                           | Suzuka                                     | Résultats                                  |
| 1995        | Michael Schumacher                         | Benetton-Renault                           | Suzuka                                     | Résultats                                  |
| 1996        | Damon Hill                                 | Williams-Renault                           | Suzuka                                     | Résultats                                  |
| 1997        | Michael Schumacher                         | Ferrari                                    | Suzuka                                     | Résultats                                  |
| 1998        | Mika Häkkinen                              | McLaren-Mercedes                           | Suzuka                                     | Résultats                                  |
| 1999        | Mika Häkkinen                              | McLaren-Mercedes                           | Suzuka                                     | Résultats                                  |
| 2000        | Michael Schumacher                         | Ferrari                                    | Suzuka                                     | Résultats                                  |
| 2001        | Michael Schumacher                         | Ferrari                                    | Suzuka                                     | Résultats                                  |
| 2002        | Michael Schumacher                         | Ferrari                                    | Suzuka                                     | Résultats                                  |
| 2003        | Rubens Barrichello                         | Ferrari                                    | Suzuka                                     | Résultats                                  |
| 2004        | Michael Schumacher                         | Ferrari                                    | Suzuka                                     | Résultats                                  |
| 2005        | Kimi Räikkönen                             | McLaren-Mercedes                           | Suzuka                                     | Résultats                                  |
| 2006        | Fernando Alonso                            | Renault                                    | Suzuka                                     | Résultats                                  |
| 2007        | Lewis Hamilton                             | McLaren-Mercedes                           | Fuji                                       | Résultats                                  |
| 2008        | Fernando Alonso                            | Renault                                    | Fuji                                       | Résultats                                  |
| 2009        | Sebastian Vettel                           | Red Bull-Renault                           | Suzuka                                     | Résultats                                  |
| 2010        | Sebastian Vettel                           | Red Bull-Renault                           | Suzuka                                     | Résultats                                  |
| 2011        | Jenson Button                              | McLaren-Mercedes                           | Suzuka                                     | Résultats                                  |
| 2012        | Sebastian Vettel                           | Red Bull-Renault                           | Suzuka                                     | Résultats                                  |
| 2013        | Sebastian Vettel                           | Red Bull-Renault                           | Suzuka                                     | Résultats                                  |
| 2014        | Lewis Hamilton                             | Mercedes                                   | Suzuka                                     | Résultats                                  |
| 2015        | Lewis Hamilton                             | Mercedes                                   | Suzuka                                     | Résultats                                  |
| 2016        | Nico Rosberg                               | Mercedes                                   | Suzuka                                     | Résultats                                  |
| 2017        | Lewis Hamilton                             | Mercedes                                   | Suzuka                                     | Résultats                                  |
| 2018        | Lewis Hamilton                             | Mercedes                                   | Suzuka                                     | Résultats                                  |
| 2019        | Valtteri Bottas                            | Mercedes                                   | Suzuka                                     | Résultats                                  |
| 2020 - 2021 | Annulés à cause de la pandémie de Covid-19 | Annulés à cause de la pandémie de Covid-19 | Annulés à cause de la pandémie de Covid-19 | Annulés à cause de la pandémie de Covid-19 |
| 2022        | Max Verstappen                             | Red Bull                                   | Suzuka                                     | Résultats                                  |
| 2023        | Max Verstappen                             | Red Bull-Honda RBPT                        | Suzuka                                     | Résultats                                  |
| 2024        | Max Verstappen                             | Red Bull-Honda RBPT                        | Suzuka                                     | Résultats                                  |
| 2025        | Max Verstappen                             | Red Bull-Honda RBPT                        | Suzuka                                     | Résultats                                  |

### Classement des pilotes par nombre de victoires
| Nombre de victoires | Pilote             | Années                                    |
| ------------------- | ------------------ | ----------------------------------------- |
| 6                   | Michael Schumacher | - 1995 - 1997 - 2000 - 2001 - 2002 - 2004 |
| 5                   | Lewis Hamilton     | - 2007 - 2014 - 2015 - 2017 - 2018        |
| 4                   | Sebastian Vettel   | - 2009 - 2010 - 2012 - 2013               |
| 4                   | Max Verstappen     | - 2022 - 2023 - 2024 - 2025               |
| 2                   | Motoharu Kurosawa  | - 1969 - 1973                             |
| 2                   | Gerhard Berger     | - 1987 - 1991                             |
| 2                   | Ayrton Senna       | - 1988 - 1993                             |
| 2                   | Damon Hill         | - 1994 - 1996                             |
| 2                   | Mika Häkkinen      | - 1998 - 1999                             |
| 2                   | Fernando Alonso    | - 2006 - 2008                             |

| Pos. | Nation      | Victoires |
| ---- | ----------- | --------- |
| 1er  | Royaume-Uni | 12        |
| 2e   | Allemagne   | 11        |
| 3e   | Japon       | 7         |
| 4e   | Brésil      | 4         |
| 4e   | Finlande    | 4         |
| 4e   | Pays-Bas    | 4         |
| 7e   | Italie      | 2         |
| 7e   | Autriche    | 2         |
| 7e   | Espagne     | 2         |
| 10e  | États-Unis  | 1         |

### Par nombre de victoires constructeurs
| Nombre de victoires | Écuries  | Années                                                         |
| ------------------- | -------- | -------------------------------------------------------------- |
| 9                   | McLaren  | - 1977 - 1988 - 1991 - 1993 - 1998 - 1999 - 2005 - 2007 - 2011 |
| 8                   | Red Bull | - 2009 - 2010 - 2012 - 2013 - 2022 - 2023 - 2024 - 2025        |
| 7                   | Ferrari  | - 1987 - 1997 - 2000 - 2001 - 2002 - 2003 - 2004               |
| 6                   | Mercedes | - 2014 - 2015 - 2016 - 2017 - 2018 - 2019                      |
| 3                   | Benetton | - 1989 - 1990 - 1995                                           |
| 3                   | Williams | - 1992 - 1994 - 1996                                           |
| 2                   | Nissan   | - 1968 - 1969                                                  |
| 2                   | March    | - 1973 - 1975                                                  |
| 2                   | Lotus    | - 1963 - 1976                                                  |
| 2                   | Renault  | - 2006 - 2008                                                  |

| Pos. | Nations     | Victoires |
| ---- | ----------- | --------- |
| 1er  | Royaume-Uni | 21        |
| 2e   | Autriche    | 8         |
| 3e   | Italie      | 7         |
| 4e   | Allemagne   | 6         |
| 5e   | Japon       | 4         |
| 6e   | France      | 2         |